# Olympische Sommerspiele 1984/Leichtathletik – 400 m Hürden (Frauen)

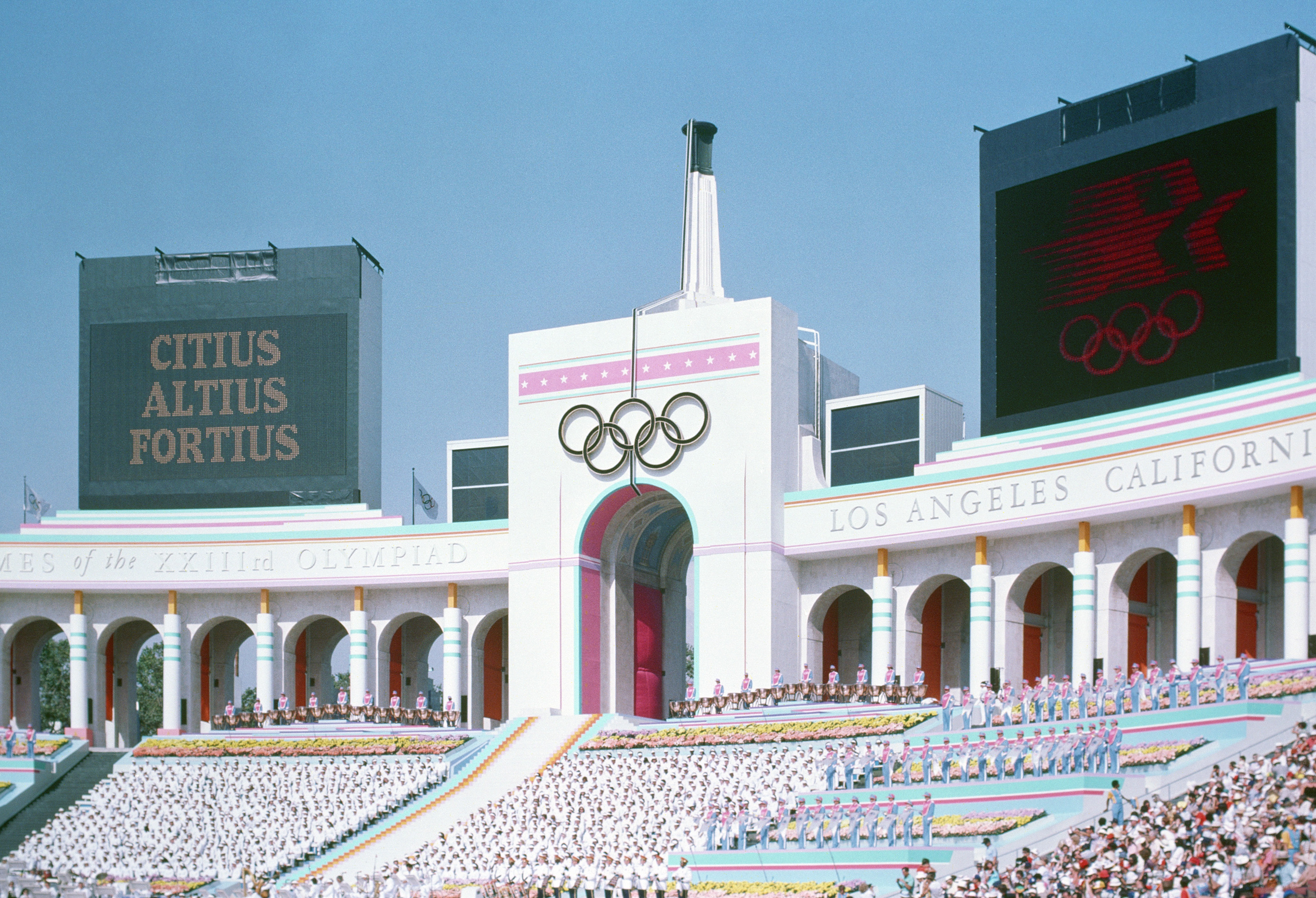
Blick auf des Eingangstor des Los Angeles Memorial Coliseum

Der 400-Meter-Hürdenlauf der Frauen bei den Olympischen Spielen 1984 in Los Angeles wurde am 5., 6. und 8. August 1984 im Los Angeles Memorial Coliseum ausgetragen. 26 Athletinnen nahmen an dem olympischen Debüt dieser Disziplin in der Frauenleichtathletik teil.
Erste Olympiasiegerin wurde die Marokkanerin Nawal El Moutawakel. Sie gewann vor der US-Amerikanerin Judi Brown und der Rumänin Cristieana Cojocaru.
Läuferinnen aus der Bundesrepublik Deutschland, der Schweiz, Österreich und Liechtenstein nahmen nicht teil. Athletinnen aus der DDR waren wegen des Olympiaboykotts ebenfalls nicht dabei.

## Aktuelle Titelträgerinnen
| Olympiasiegerin 1980                       | Wettbewerb bei Olympischen Spielen bisher nicht ausgetragen | Wettbewerb bei Olympischen Spielen bisher nicht ausgetragen | Wettbewerb bei Olympischen Spielen bisher nicht ausgetragen |
| Weltmeisterin 1983                         | Jekaterina Fessenko ( Sowjetunion)                          | 54,14 s                                                     | Helsinki 1983                                               |
| Europameisterin 1982                       | Ann-Louise Skoglund ( Schweden)                             | 54,58 s                                                     | Athen 1982                                                  |
| Panamerikanische Meisterin 1983            | Judi Brown ( USA)                                           | 56,03 s                                                     | Caracas 1983                                                |
| Zentralamerika- und Karibik-Meisterin 1983 | Alma Vázquez ( Mexiko)                                      | 59,57 s                                                     | Havanna 1983                                                |
| Südamerika-Meisterin 1983                  | Conceição Geremias ( Brasilien)                             | 59,5 s                                                      | Santa Fe 1983                                               |
| Asienmeisterin 1983                        | Yoko Sato ( Japan)                                          | 59,89 s                                                     | Kuwait 1983                                                 |
| Afrikameisterin 1982                       | Nawal El Moutawakel ( Marokko)                              | 58,42 s                                                     | Kairo 1982                                                  |

## Rekorde

### Bestehende Rekorde
| Weltrekord         | 53,58 s                                                     | Margarita Ponomarjowa ( Sowjetunion)                        | Kiew, Sowjetunion (heute Ukraine)                           | 22. Juni 1984                                               |
| Olympischer Rekord | Wettbewerb bei Olympischen Spielen bisher nicht ausgetragen | Wettbewerb bei Olympischen Spielen bisher nicht ausgetragen | Wettbewerb bei Olympischen Spielen bisher nicht ausgetragen | Wettbewerb bei Olympischen Spielen bisher nicht ausgetragen |

### Erster olympischer Rekord und Rekordverbesserungen
Es wurde ein erster olympischer Rekord aufgestellt, der anschließend dreimal gesteigert wurde:
- 55,97 s (erster OR) – Judi Brown (USA), erster Vorlauf am 5. August
- 55,75 s (Rekordverbesserung) – Ann-Louise Skoglund (Schweden), vierter Vorlauf am 5. August
- 55,17 s (Rekordverbesserung) – Ann-Louise Skoglund (Schweden), erstes Halbfinale am 6. August
- 54,61 s (Rekordverbesserung) – Nawal El Moutawakel (Marokko), Finale am 8. August

## Vorrunde
Datum: 5. August 1984
Die 26 Teilnehmerinnen in vier Vorläufe gelost. Für das Halbfinale qualifizierten sich pro Lauf die ersten vier Athletinnen (hellblau unterlegt).
Mit 55,75 s lief Ann-Louise Skoglund aus Schweden im vierten Rennen die schnellste Vorlaufzeit. Die langsamste Zeit, mit der sich eine Athletin für das Halbfinale qualifizieren konnte, betrug 59,09 s, im selben Lauf erzielt von Andrea Page aus Kanada. Die schnellste Athletin, die sich nicht qualifizieren konnte, war die Neuseeländerin Lyn Grime, die in Lauf zwei mit 58,02 s ausschied.

### Vorlauf 1
| Platz | Name                | Nation            | Zeit        | Anmerkung |
| ----- | ------------------- | ----------------- | ----------- | --------- |
| 1     | Judi Brown          | USA               | 55,97 s     | erster OR |
| 2     | Pilavullakandi Usha | Indien            | 56,81 s     |           |
| 3     | Debbie Flintoff     | Australien        | 57,20 s     |           |
| 4     | Tuija Helander      | Finnland          | 57,22 s     |           |
| 5     | Lai Lee-chiao       | Chinesisch Taipeh | 58,54 s     |           |
| 6     | Alma Vázquez        | Mexiko            | 1:00,86 min |           |

### Vorlauf 2
| Platz | Name                 | Nation         | Zeit    |
| ----- | -------------------- | -------------- | ------- |
| 1     | Nawal El Moutawakel  | Marokko        | 56,49 s |
| 2     | Sharrieffa Barksdale | USA            | 56,89 s |
| 3     | Sandra Farmer        | Jamaika        | 57,06 s |
| 4     | Gladys Taylor        | Großbritannien | 57,64 s |
| 5     | Lyn Grime            | Neuseeland     | 58,02 s |
| 6     | Dana Wright          | Kanada         | 58,17 s |

### Vorlauf 3
| Platz | Name                 | Nation      | Zeit        |
| ----- | -------------------- | ----------- | ----------- |
| 1     | Olga Commandeur      | Niederlande | 56,67 s     |
| 2     | Cristieana Cojocaru  | Rumänien    | 56,94 s     |
| 3     | Ruth Kyalisima       | Uganda      | 57,38 s     |
| 4     | Giuseppina Cirulli   | Italien     | 57,49 s     |
| 5     | Overill Dwyer-Brown  | Jamaika     | 58,42 s     |
| 6     | Angela Wright-Scott  | USA         | 59,77 s     |
| 7     | Agrippina de la Cruz | Philippinen | 1:02,70 min |

### Vorlauf 4
| Platz | Name                | Nation         | Zeit        | Anmerkung |
| ----- | ------------------- | -------------- | ----------- | --------- |
| 1     | Ann-Louise Skoglund | Schweden       | 55,75 s     | OR        |
| 2     | Maria Usifo         | Nigeria        | 57,78 s     |           |
| 3     | Susan Morley        | Großbritannien | 58,71 s     |           |
| 4     | Andrea Page         | Kanada         | 59,09 s     |           |
| 5     | Manathoor Valsamma  | Indien         | 1:00,03 min |           |
| 6     | Cheryl Blackman     | Barbados       | 1:01,19 min |           |
| 7     | Mary Parr           | Irland         | 1:01,66 min |           |

## Halbfinale
Datum: 6. August 1984
In den beiden Halbfinalläufen qualifizierten sich jeweils die ersten Vier (hellblau unterlegt) für das Finale.
Die schnellste Halbfinalzeit lief Ann-Louise Skoglund mit 55,17 s in Lauf eins.

### Lauf 1
| Platz | Name                 | Nation         | Zeit    | Anmerkung |
| ----- | -------------------- | -------------- | ------- | --------- |
| 1     | Ann-Louise Skoglund  | Schweden       | 55,17 s | OR        |
| 2     | Cristieana Cojocaru  | Rumänien       | 55,24 s |           |
| 3     | Nawal El Moutawakel  | Marokko        | 55,65 s |           |
| 4     | Sandra Farmer        | Jamaika        | 56,05 s |           |
| 5     | Sharrieffa Barksdale | USA            | 56,19 s |           |
| 6     | Giuseppina Cirulli   | Italien        | 56,45 s |           |
| 7     | Susan Morley         | Großbritannien | 56,67 s |           |
| 8     | Andrea Page          | Kanada         | 57,89 s |           |

### Lauf 2

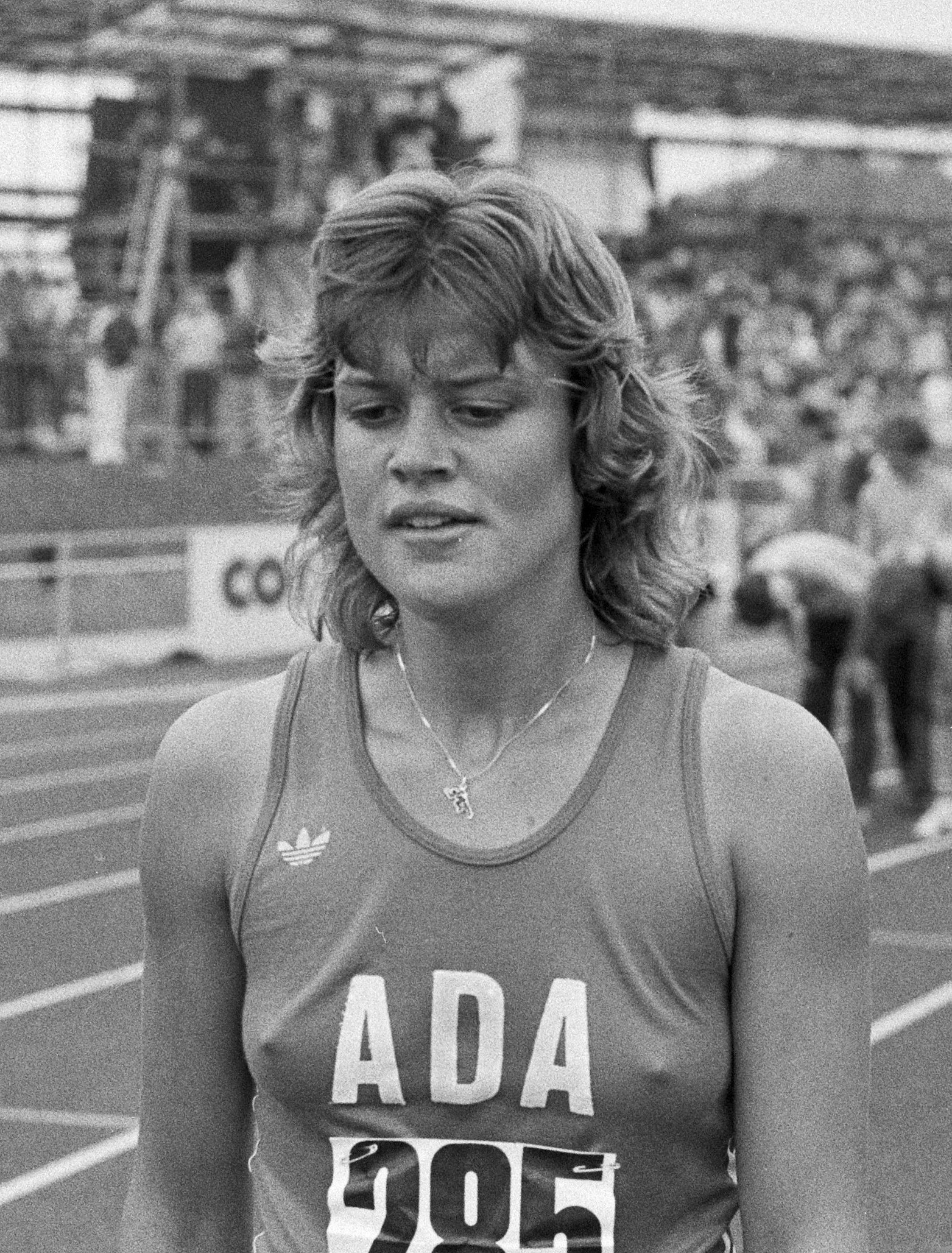
Olga Commandeur qualifizierte sich für das Halbfinale, in welchem sie als Sechste ihres Laufs ausschied

| Platz | Name                | Nation         | Zeit    |
| ----- | ------------------- | -------------- | ------- |
| 1     | Pilavullakandi Usha | Indien         | 55,94 s |
| 2     | Judi Brown          | USA            | 55,97 s |
| 3     | Debbie Flintoff     | Australien     | 56,24 s |
| 4     | Tuija Helander      | Finnland       | 56,59 s |
| 5     | Gladys Taylor       | Großbritannien | 56,72 s |
| 6     | Olga Commandeur     | Niederlande    | 57,01 s |
| 7     | Ruth Kyalisima      | Uganda         | 57,02 s |
| 8     | Maria Usifo         | Nigeria        | 58,55 s |

## Finale
Datum: 8. August 1984
| Platz | Name                | Nation     | Zeit    | Anmerkung |
| ----- | ------------------- | ---------- | ------- | --------- |
| 1     | Nawal El Moutawakel | Marokko    | 54,61 s | OR        |
| 2     | Judi Brown          | USA        | 55,20 s |           |
| 3     | Cristieana Cojocaru | Rumänien   | 55,41 s |           |
| 4     | Pilavullakandi Usha | Indien     | 55,42 s |           |
| 5     | Ann-Louise Skoglund | Schweden   | 55,43 s |           |
| 6     | Debbie Flintoff     | Australien | 56,21 s |           |
| 7     | Tuija Helander      | Finnland   | 56,55 s |           |
| 8     | Sandra Farmer       | Jamaika    | 57,15 s |           |

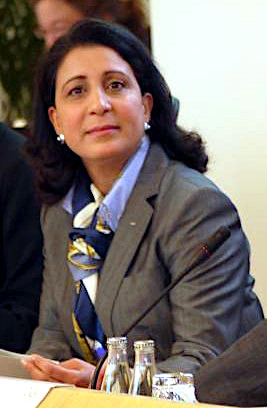
Überraschungssiegerin
Nawal El Moutawakel
(Aufnahme von 2009)

Für das Finale hatten sich Athletinnen aus acht Ländern qualifiziert. An den Start gingen eine US-Amerikanerin, eine Inderin, eine Finnin, eine Rumänin, eine Marokkanerin, eine Jamaikanerin, eine Schwedin und eine Australierin. Die dominierenden Athletinnen aus der Sowjetunion und der DDR waren wegen des Olympiaboykotts nicht dabei. Das schmälerte die Wertigkeit dieses Wettbewerbs erheblich. Zum Kreis der Medaillenanwärterinnen gehörte nun vor allem die schwedische Europameisterin von 1982 Ann-Louise Skoglund. Bei den letztjährigen Weltmeisterschaften war sie als beste Läuferin, die nicht aus der UdSSR oder DDR kam, Sechste. Auch die US-Amerikanerin Judi Brown und die Rumänin Cristieana Cojocaru, WM-Achte konnten sich Hoffnungen machen, vordere Platzierungen zu erreichen.
Im Finale ging die marokkanische Afrikameisterin Nawal El Moutawakel schon an der ersten Hürde in Führung. Diese Führung behielt sie bis ins Ziel bei und gewann damit völlig überraschend die Goldmedaille. Bis zur letzten Kurve waren die Australierin Debbie Flintoff und die Schwedin Ann-Louise Skoglund die härtesten Verfolgerinnen. Doch beide konnten ihr Tempo auf der Zielgeraden nicht halten und wurden von der US-Läuferin Judi Brown passiert, die sich die Silbermedaille sicherte. Während Flintoff immer weiter zurückfiel, kam es zu einem Duell um die Bronzemedaille zwischen Skoglund, der Rumänin Cristieana Cojocaru und der Inderin Pilavullakandi Usha. Cristieana Cojocaru setzte sich mit einer Hundertstelsekunde vor Usha durch, die wiederum eine Hundertstelsekunde vor Ann-Louise Skoglund lag. Debbie Flintoff kam als Sechste ins Ziel vor der Finnin Tuija Helander und der Jamaikanerin Sandra Farmer.
Nawal El Moutawakel war die erste Afrikanerin und die erste Muslimin, die olympisches Gold gewann. Zugleich war es der erste Olympiasieg überhaupt für Marokko.

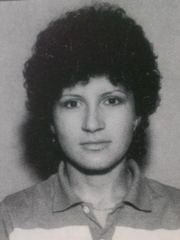
Bronzemedaillengewinnerin Cristieana Cojocaru
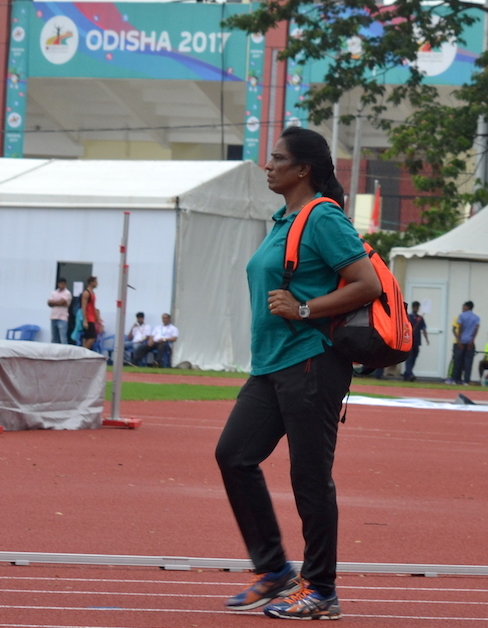
Die viertplatzierte Pilavullakandi Usha verpasste Bronze nur um eine Hundertstelsekunde

## Videolinks
- Athletics - Women's 400M Hurdles - Los Angeles 1984 Summer Olympic Games, youtube.com, abgerufen am 15. November 2021
- Nawal El Moutawakel on winning the first Women's Olympic 400m Hurdles, Olympic Rewind, youtube.com, abgerufen am 14. Januar 2018